# العلاقات الآيسلندية الفلسطينية

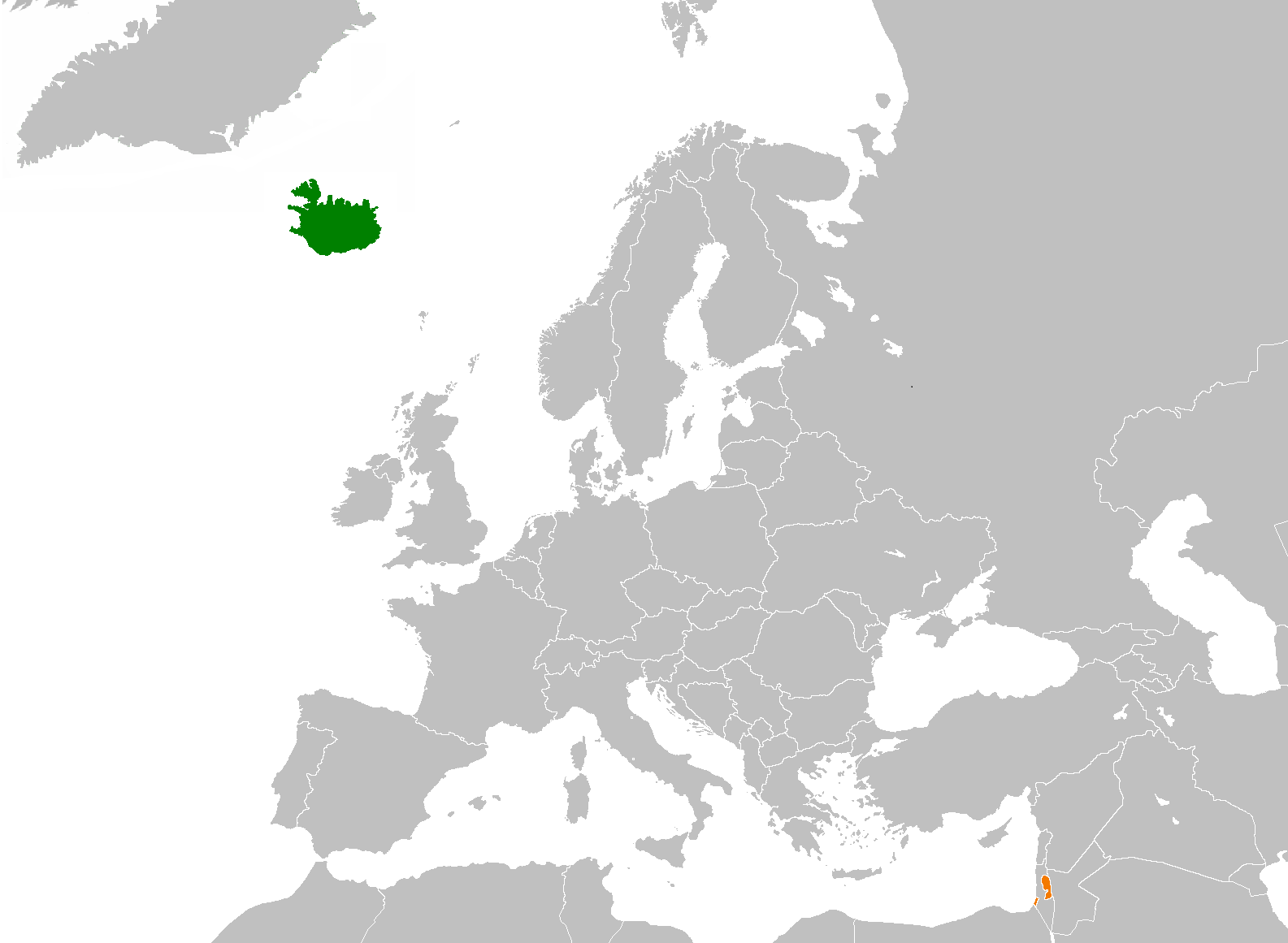

العلاقات الآيسلندية الفلسطينية تشير إلى العلاقات بين آيسلندا وفلسطين. كانت آيسلندا أول دولة في أوروبا الغربية تعترف باستقلال فلسطين.

## المشاورات السياسية
عقدت وزارة الخارجية الفلسطينية ممثلةً بوكيل الوزارة أمل جادو جلسة من المشاورات السياسية في ريكيافيك مع سكرتير الدولة الدائم مارتن ايولوفسون في 9 ديسمبر 2022.

## التبادل الدبلوماسي
توجد علاقات دبلوماسية كاملة بين الجانبين. ممثل أيسلندا لدى فلسطين هو ممثل غير مقيم في وزارة الخارجية في ريكيافيك، في حين أن سفير فلسطين لدى أيسلندا هو أيضا غير مقيم مقره في أوسلو، النرويج.
في 29 مايو 2013، تقبل الرئيس الفلسطيني محمود عباس نسخة من أوراق اعتماد ممثل آيسلندا غير المقيم لدى السلطة الفلسطينية ماريا ايرلا ماريلسدوتير.